# بوگاتی توربیون
بوگاتی توربیون (به انگلیسی: Bugatti Tourbillon) یک خودروی اسپرت هیبریدی وی۱۶ موتور وسط است که جانشین شیرون است و به ۲۵۰ دستگاه محدود شده است. در ۲۰ ژوئن ۲۰۲۴ معرفی شد. این محصول با قیمت ۴٫۱ میلیون دلار وارد بازار می‌شود.
نام، توربیون، در فرانسوی به معنای «گرداب» یا «گردباد» است و مکانیزم خاصی است که در ساعت‌های پیشرفته برای از بین بردن تناقضات زمان‌بندی ناشی از گرانش استفاده می‌شود.

## طراحی
بوگاتی می‌گوید که توربیون یک طراحی کاملاً جدید است و هیچ جزء مشترکی با شیرون فعلی ندارد، اما مطابق با اصل و نسب برند بوگاتی، بسیاری از نشانه‌های اصلی طراحی آن مدل از جمله جلوپنجره نعل اسبی، مرکزی را به اشتراک می‌گذارد. ستون فقرات، خطوط کناری بدن C شکل و رنگ بدن دو رنگ. یکی از الهام‌های بیان شده برای توربیون ساعت‌های مکانیکی بود که این خودرو دارای یک کنسول مرکزی کاملاً آنالوگ بود که با چرخ‌دنده‌های مکانیکی کار می‌کرد و شبیه به ساعت طراحی شده بود، با سوزن‌های سرعت‌سنج و سرعت‌سنج که شبیه عقربه ساعت و دقیقه هستند. یکی دیگر از موضوعات طراحی توربیون، طراحی مکانیکی «اسکلت بندی» است، جایی که مکانیسم اجزا به عنوان بخشی از طراحی قابل مشاهده است.
فضای داخلی توربیون دارای یک فرمان با یک توپی مرکزی ثابت است که فقط لبه بیرونی آن می‌چرخد و به خوشه ابزار اجازه می‌دهد همیشه قابل مشاهده باشد. همچنین دارای صفحه نمایش اطلاعات سرگرمی است که در صورت عدم استفاده به داخل داشبورد جمع می‌شود. بوگاتی می‌گوید که مانند مدل‌های گذشته، هدف آن‌ها این بود که اطمینان حاصل کنند که خودرو حتی زمانی که فناوری صفحه نمایش در آینده منسوخ می‌شود، «بی‌زمان» باقی بماند. پانل مرکزی توربیون از آلومینیوم ماشینکاری شده و شیشه کریستال ماشینکاری شده ساخته شده است، در حالی که خوشه ابزار الهام گرفته از ساعت از تیتانیوم توسط یک ساعت‌ساز سوئیسی ساخته شده است.

## مشخصات فنی
توربیون از یک موتور ۸٫۳ لیتری وی۱۶ تنفس طبیعی که با کازوورث ساخته شده است، همراه با ۳ موتور الکتریکی، ۲ در محور جلو و ۱ موتور در عقب، نیرو می‌گیرد. موتور ۱٬۰۰۰ اسب بخار متری (۷۳۵ کیلووات؛ ۹۸۶ اسب بخار) و ۹۰۰ نیوتن متر (۶۶۴ پوند-فوت) گشتاور تولید می‌کند، در حالی که موتورهای الکتریکی ترکیبی ۸۰۰ اسب بخار متری (۵۸۸ کیلووات؛ ۷۸۹ اسب بخار) تولید می‌کنند، در مجموع ۱٬۸۰۰ اسب بخار متری (۱٬۳۲۴ کیلووات؛ ۱٬۷۷۵ اسب بخار). بوگاتی می‌گوید که انتخاب جایگزینی توربوشارژر چهارگانه شیرون با موتور تنفس طبیعی این بوده است که تجربه را «احساسی‌تر» کند و دورهای بالاتر را با موتور وی۱۶ در ۹٬۰۰۰ دور در دقیقه ایجاد کند. توربیون از یک جعبه دنده ۸ سرعته دوکلاچه استفاده می‌کند که به صورت طولی در پشت موتور نصب شده است، برخلاف شیرون که در جلو نصب شده بود. باتری یک واحد ۲۵ کیلووات ساعتی است که در جلوی موتور در تونل مرکزی نصب شده است که امکان برد الکتریکی کامل حدود ۶۰ کیلومتر (۳۷ مایل) را فراهم می‌کند.
چندین گزینه موتور جایگزین برای توربیون در نظر گرفته شد، از جمله یک پیشرانه تمام الکتریکی، و همچنین یک نسخه تنفس طبیعی از موتور خروجی دبلیو۱۶.
برای تعلیق توربیون، بوگاتی با فناور‌ی‌های واگرا، شرکت مادر زینگر، در ایجاد اجزای تعلیق پرینت سه بعدی ارگانیک که با استفاده از هوش مصنوعی طراحی شده‌اند، همکاری کرد. این سامانه تعلیق یک سامانه تعلیق چند لینکی آلومینیومی است که بوگاتی می‌گوید ۴۵ درصد سبک‌تر از سامانه تعلیق موجود در شیرون است.
شاسی توربیون از کامپوزیت کربن T800 ساخته شده است، با قاب‌های جلو و عقب که از پرانتزهای پرینت سه بعدی استفاده می‌کنند و باتری آن به منظور کاهش وزن در مونوکوک ادغام شده است. همچنین دارای یک دیفیوزر است که به عنوان بخشی از ساختار تصادف به جای تیر تصادف عقب، یکی دیگر از اقدامات کاهش وزن، طراحی شده است.

## عملکرد
توربیون می‌تواند از ۰ تا ۱۰۰ کیلومتر در ساعت (۶۲ مایل در ساعت) در ۲٫۰ ثانیه، ۰–۲۰۰ کیلومتر در ساعت (۱۲۴ مایل در ساعت) در کمتر از ۵٫۰ ثانیه، ۰–۳۰۰ کیلومتر در ساعت (۱۸۶ مایل در ساعت) در کمتر از ۱۰٫۰ ثانیه و ۰ شتاب بگیرد. -۴۰۰ کیلومتر در ساعت (۲۴۹ مایل در ساعت) در کمتر از ۲۵٫۰ ثانیه. بیشینه سرعت آن با کلید سرعت ۴۴۵ کیلومتر در ساعت (۲۷۷ مایل در ساعت) و بدون آن ۳۸۰ کیلومتر در ساعت (۲۳۶ مایل در ساعت) است.

## ابعاد
توربیون دارای ابعادی مشابه مدل پیشین خود است. طول آن ۴٬۶۷۱ است میلی‌متر، عرض ۲٬۰۵۱ میلی‌متر (هرچند با آینه‌های جانبی به ۲٬۱۶۵ میلی‌متر می‌رسد)، ارتفاع ۱٬۱۸۹ میلی‌متر و فاصله بین دو محور ۲٬۷۴۰ میلی‌متر.
وزن آن تقریباً ۲٬۰۰۰ کیلوگرم (۴٬۵۰۰ پوند) است.